# Šentrupert, Braslovče
Šentrupert este o localitate din comuna Braslovče, Slovenia, cu o populație de 145 de locuitori.